# Steve Young
Pour les articles homonymes, voir Young.
 (décembre 2023).
Si vous disposez d'ouvrages ou d'articles de référence ou si vous connaissez des sites web de qualité traitant du thème abordé ici, merci de compléter l'article en donnant les références utiles à sa vérifiabilité et en les liant à la section « Notes et références ».
College Football Hall of Fame 2001
Pro Football Hall of Fame 2005
(en) Statistiques sur pro-football-reference
Steve Young est un joueur américain de football américain, né le 11 octobre 1961, qui évoluait au poste de quarterback. Il a intégré le Pro Football Hall of Fame en 2005 et gère depuis la Forever Young Foundation, une fondation caritative qu'il a créée.

## Biographie

### Carrière universitaire
Il effectua sa carrière universitaire avec les Cougars de BYU. En trois saisons, il a cumulé 592 passes complétées pour 7 733 yards  et 56 touchdowns. De plus il a réalisé 1 048 yards à la course et marqué lui-même 18 touchdowns.
En 1983, il finit deuxième du trophée Heisman mais cette même année, il remporte le trophée O'Brien, le titre de meilleur passeur National Collegiate Athletic Association (NCAA) et il gagne l'Holiday Bowl.

### USFL
En 1984, Young a signé un contrat de dix ans avec la franchise de l'Express de Los Angeles de l'United States Football League (USFL) qui souhaitait faire concurrence à la NFL. Son contrat prévoyait un paiement d'un million de dollar par an pendant 42 ans, et plus de trente ans après la cessation d’activité de la USFL en 1986, Young est toujours payé. Il est en effet prévu qu'il soit payé jusqu'en 2027.

### NFL
Il a été drafté au 1er tour en 1984 en tant que choix supplémentaire par les Buccaneers de Tampa Bay en National Football League (NFL), mais a effectué l'essentiel de sa carrière avec les 49ers de San Francisco.
Quand les Buccaneers ont signé Vinny Testaverde, Steve Young fut pris par les 49ers pour seconder Joe Montana qui était alors en fin de carrière.
Steve Young a brillamment succédé à Joe Montana chez les 49ers, participant au Super Bowl XXIII de la saison NFL 1988, puis contribuant à leur victoire dans le Super Bowl XXIV de la saison NFL 1989. Pendant quatre ans, il fut le passeur le plus efficace de la NFL (1992, 1993, 1994 et 1998), remportant même un troisième Super Bowl lors de la saison NFL 1994.
Il fut élu le MVP en 1992 et 1994 et remporta le Bert Bell Award en 1992 et 1994.
Steve Young a disputé 169 matchs de NFL, dont  150 avec les 49ers. Il a cumulé 33 124 yards à la passe (aboutissant à 232 touchdowns) et 4 239 yards à la course, marquant 43 touchdowns. Il détient plusieurs records individuels de la NFL.
Il participa sept fois au Pro Bowl (1992, 1993, 1994, 1995, 1996, 1997 et 1998).
En 2005, il fut le premier quarterback gaucher à intégrer le Pro Football Hall of Fame. Les 49ers ont retiré son numéro 8 de leur franchise en son honneur.

### Carrière à la télévision
Il apparaît dans Beverly Hills, 90210 dans la saison 6 épisode 12 intitulé Bonnes surprises diffusé en 1995.
Les frères Farelly ont proposé à Steve Young de joueur le rôle d'un des prétendants de Cameron Diaz dans le film Mary à tout prix. Il voulait un joueur de la NFL pour ce rôle, le premier choix était Drew Bledsoe qui a refusé, puis Steve Young qui, en tant que membre des la communauté mormone, refusa en raison du caractère cru et provocateur du film. Le rôle fut finalement attribué à Brett Favre.

## Statistiques
| Année                     | Équipe                    | MJ                        |         | Passes   | Passes | Passes | Passes | Passes | Passes | Passes  |       | Courses | Courses | Courses | Courses |
| Année                     | Équipe                    | MJ                        | Tentées | Réussies | Pct.   | Yards  | TD     | Int.   | Éval.  | Tentées | Yards | Moy.    | TD      |         |         |
| 1984                      | Express de Los Angeles    | 12                        | 310     | 179      | 57,7   | 2 361  | 10     | 9      | 80,6   | 79      | 515   | 6,5     | 7       |         |         |
| 1985                      | Express de Los Angeles    | 10                        | 250     | 137      | 54,8   | 1 741  | 6      | 13     | 63,1   | 56      | 368   | 6,6     | 2       |         |         |
|                           |                           |                           |         |          |        |        |        |        |        |         |       |         |         |         |         |
| 1985                      | Buccaneers de Tampa Bay   | 5                         | 138     | 72       | 52,2   | 935    | 3      | 8      | 56,9   | 40      | 233   | 5,8     | 1       |         |         |
| 1986                      | Buccaneers de Tampa Bay   | 14                        | 363     | 195      | 53,7   | 2 282  | 8      | 13     | 65,5   | 74      | 425   | 5,7     | 5       |         |         |
| 1987                      | 49ers de San Francisco    | 8                         | 69      | 37       | 53,6   | 570    | 10     | 0      | 120,8  | 26      | 190   | 7,3     | 1       |         |         |
| 1988                      | 49ers de San Francisco    | 11                        | 101     | 54       | 53,5   | 680    | 3      | 3      | 72,2   | 27      | 184   | 6,8     | 1       |         |         |
| 1989                      | 49ers de San Francisco    | 10                        | 92      | 64       | 69,6   | 1 001  | 8      | 3      | 120,8  | 38      | 126   | 3,3     | 2       |         |         |
| 1990                      | 49ers de San Francisco    | 6                         | 62      | 38       | 61,3   | 427    | 2      | 0      | 92,6   | 15      | 159   | 10,6    | 0       |         |         |
| 1991                      | 49ers de San Francisco    | 11                        | 279     | 180      | 64,5   | 2 517  | 17     | 8      | 101,8  | 66      | 415   | 6,3     | 4       |         |         |
| 1992                      | 49ers de San Francisco    | 16                        | 402     | 268      | 66,7   | 3 465  | 25     | 7      | 107,0  | 76      | 537   | 7,1     | 4       |         |         |
| 1993                      | 49ers de San Francisco    | 16                        | 462     | 314      | 68,0   | 4 023  | 29     | 16     | 101,5  | 69      | 407   | 5,9     | 2       |         |         |
| 1994                      | 49ers de San Francisco    | 16                        | 461     | 324      | 70,3   | 3 969  | 35     | 10     | 112,8  | 58      | 293   | 5,1     | 7       |         |         |
| 1995                      | 49ers de San Francisco    | 11                        | 447     | 299      | 66,9   | 3 200  | 20     | 11     | 92,3   | 50      | 250   | 5,0     | 3       |         |         |
| 1996                      | 49ers de San Francisco    | 12                        | 316     | 214      | 67,7   | 2 410  | 14     | 6      | 97,2   | 52      | 310   | 6,0     | 4       |         |         |
| 1997                      | 49ers de San Francisco    | 15                        | 356     | 241      | 67,7   | 3 029  | 19     | 6      | 104,7  | 50      | 199   | 4,0     | 3       |         |         |
| 1998                      | 49ers de San Francisco    | 15                        | 517     | 322      | 62,3   | 4 170  | 36     | 12     | 101,1  | 70      | 454   | 6,5     | 6       |         |         |
| 1999                      | 49ers de San Francisco    | 3                         | 84      | 45       | 53,6   | 446    | 3      | 4      | 60,9   | 11      | 57    | 5,2     | 0       |         |         |
| Totaux en carrière (USFL) | Totaux en carrière (USFL) | Totaux en carrière (USFL) | 560     | 316      | 56,4   | 4 102  | 16     | 22     | 72,8   | 135     | 883   | 6,5     | 9       |         |         |
| Totaux en carrière (NFL)  | Totaux en carrière (NFL)  | Totaux en carrière (NFL)  | 4 149   | 2 667    | 64,3   | 33 124 | 232    | 107    | 96,8   | 722     | 4 239 | 5,9     | 43      |         |         |